# Kempas Jaya (Kempas)
Kempas Jaya is een bestuurslaag in het regentschap Indragiri Hilir van de provincie Riau, Indonesië. Kempas Jaya telt 5871 inwoners (volkstelling 2010).